# Ivo Rovelli
Ivo Rovelli (Cusio, ...) è un ex fondista di corsa in montagna italiano.

## Biografia
Nel 1986 ha partecipato ai Mondiali di corsa in montagna, piazzandosi in ventesima posizione nella distanza lunga e vincendo una medaglia d'oro a squadre.
Anche suo fratello Alfio è stato più volte convocato in nazionale, partecipando ai Mondiali di corsa in montagna.

## Palmarès
| Anno | Manifestazione                | Sede     | Evento         | Risultato | Prestazione | Note |
| ---- | ----------------------------- | -------- | -------------- | --------- | ----------- | ---- |
| 1986 | Mondiali di corsa in montagna | Morbegno | Distanza lunga | 20º       | 1h07'09"    |      |
| 1986 | Mondiali di corsa in montagna | Morbegno | A squadre      | Oro       | 16 p.       |      |

## Campionati nazionali
1986
- 13º ai campionati italiani di corsa in montagna

1987
- 18º ai campionati italiani di corsa in montagna

1988
- 7º ai campionati italiani di corsa in montagna a staffetta (in squadra con Roberto Berizzi e Claudio Bonzi)

1990
- 11º ai campionati italiani di corsa in montagna a staffetta[1] (in squadra con Luigi Mosca e Claudio Bonzi)

## Altre competizioni internazionali
1984
- 16º al Cross dell'Altopiano ( Clusone), gara juniores - 21'01"

1987
- Oro al Trofeo Jack Canali ( Albavilla) - 38'01"[2]

1988
- Oro al Trofeo Jack Canali ( Albavilla) - 36'49"[2]